# マリウス・ニクラエ
マリウス・ニクラエ（Marius Constantin Niculae, 1981年3月16日 - ）は、ルーマニア・ブカレスト出身の元サッカー選手。元ルーマニア代表である。ポジションはFW。

## 経歴

### ディナモ・ブカレスト
FCディナモ・ブカレストの下部組織出身であり、15歳だった1996年11月22日、FCファルル・コンスタンツァ戦 (5-2) でリーガ1デビューした。1998-99シーズンと1999-2000シーズンは2シーズン計33得点を挙げ、後者のシーズンは攻撃に不可欠な選手としてダブル（リーガ1とクパ・ロムニエイの2冠）を達成した。

### スポルティングCP
2001年、ポルトガル・スーペル・リーガのスポルティングCPと4年契約を結んだ。ライオンズがダブル（スーペル・リーガとタッサ・デ・ポルトガルの2冠）を達成した2001-02シーズンに最も力を発揮し、リーグ戦では前半戦の16試合で7得点を挙げて優勝に貢献した。しかし、2001年12月22日のヴィトーリア・セトゥーバル戦でイコの危険なタックルを膝に受け、選手生命を危ぶまれるほどの大怪我を負った。長いリハビリ期間を経て、2002年夏のプレシーズンに復帰することができたが、12月10日の練習で爪先を負傷すると、この怪我は再発続きで本当に長い離脱となった。再び完全なコンディションになるまでは、かつての状態を取り戻すためにもがき続けた。2004-05シーズンのUEFAカップでは3試合に出場して準々決勝のニューカッスル・ユナイテッドFC戦（ホーム4-1）で得点した。スポルティングは本拠地のエスタディオ・ジョゼ・アルヴァラーデで行われた決勝に到達したが、PFC CSKAモスクワに敗れて準優勝に終わった。度重なる負傷や2003年のマリオ・ジャルデウ加入などもあって、スポルティングでは完全なレギュラー定着には至らなかった。

### インヴァネスFC
2005年から2006年にはベルギー・ジュピラーリーグのスタンダール・リエージュに在籍し、2007年にはドイツ・ブンデスリーガの1.FSVマインツ05に在籍したが、どちらのクラブでも活躍が目立つことはなく、特にマインツではリーグ戦わずか5試合の出場に留まった。2007年7月にスコティッシュ・プレミアリーグのインヴァネスFCの短期間のトライアルに参加し、その後インヴァネスと2年契約を結んだ。最初の労働許可証の申請は拒否されたが、インヴァネスは強く訴えかけ、ニクラエが許可証を手に入れられるようファンに嘆願署名を求めた。これによって労働許可証の発行が認められ、ニクラエの試合出場が可能となった。同年12月にはリーグの月間最優秀選手に選ばれる活躍を見せ、ファンの人気者となった。ホームでのキルマーノックFC戦 (3-0) では決勝点を決めた後にスタンドに駆け寄ってサポーターの祝福を受けたが、この際にはピッチを離れたとしてイエローカードを提示された。アラン・サヴェージ会長の辞任後、クラブがニクラエの報酬を支払えないことが明らかになり、2008年夏に古巣ディナモ・ブカレストから届いた移籍金50万ユーロのオファーを受け入れた。インヴァネスでは公式戦通算38試合に出場して10得点を記録した。

### 母国復帰
2008年にディナモ・ブカレストに復帰し、2008-09シーズンはリーグ戦で12得点を挙げたが、その後のシーズンは再起に失敗した。2011年1月、ギリシャ・スーパーリーグのAOカヴァラにレンタル移籍した。2011年夏にディナモに復帰すると、2011-12シーズンは29試合で19得点を挙げ、母国復帰後最高のシーズンを送った。2012-13シーズン初め、FCヴァスルイと2年契約（12ヶ月の契約延長オプション付き）を結んだ。

## 所属クラブ
- FCディナモ・ブカレスト 1996-2001
- スポルティング・クルーベ・デ・ポルトゥガル 2001-2005
- スタンダール・リエージュ 2005-2006
- 1.FSVマインツ05 2007
- インヴァネス・カレドニアン・シッスルFC 2007-2008
- FCディナモ・ブカレスト 2008-2012

→ カヴァラFC (loan) 2011
- FCヴァスルイ 2012-2013
- 山東魯能泰山足球倶楽部 2013
- FCホヴェルラ・ウージュホロド 2013-2014
- シャンルウルファスポル 2014
- FCディナモ・ブカレスト 2015

## 個人成績

### 代表での得点
| #  | 日付           | 場所                 | 対戦相手         | スコア | 最終結果 | 大会                                    |
| -- | -------------- | -------------------- | ---------------- | ------ | -------- | --------------------------------------- |
| 1  | 2000年2月2日   | パフォス             | ラトビア         | 1–0    | 2–0      | 親善試合                                |
| 2  | 2000年12月5日  | アンナバ             | アルジェリア     | 1–0    | 2–3      | 親善試合                                |
| 3  | 2000年12月5日  | アンナバ             | アルジェリア     | 2–3    | 2–3      | 親善試合                                |
| 4  | 2000年12月8日  | アンナバ             | アルジェリア     | 2–0    | 3–2      | 親善試合                                |
| 5  | 2000年12月8日  | アンナバ             | アルジェリア     | 3–1    | 3–2      | 親善試合                                |
| 6  | 2001年6月2日   | ブカレスト           | ハンガリー       | 1–0    | 2–0      | 2002 FIFAワールドカップ・ヨーロッパ予選 |
| 7  | 2001年6月2日   | ブカレスト           | ハンガリー       | 2–0    | 2–0      | 2002 FIFAワールドカップ・ヨーロッパ予選 |
| 8  | 2001年8月15日  | リュブリャナ         | スロベニア       | 1–0    | 2–2      | 親善試合                                |
| 9  | 2001年9月5日   | ブダペスト           | ハンガリー       | 2–0    | 2–0      | 2002 FIFAワールドカップ・ヨーロッパ予選 |
| 10 | 2001年11月10日 | リュブリャナ         | スロベニア       | 1–0    | 1–2      | 2002 FIFAワールドカップ・ヨーロッパ予選 |
| 11 | 2004年9月8日   | アンドラ・ラ・ベリャ | アンドラ         | 3–0    | 5–1      | 2006 FIFAワールドカップ・ヨーロッパ予選 |
| 12 | 2004年9月8日   | アンドラ・ラ・ベリャ | アンドラ         | 4–1    | 5–1      | 2006 FIFAワールドカップ・ヨーロッパ予選 |
| 13 | 2008年3月26日  | ブカレスト           | ロシア           | 3–0    | 3–0      | 親善試合                                |
| 14 | 2012年1月27日  | ベレク               | トルクメニスタン | 1–0    | 4–0      | 親善試合                                |
| 15 | 2012年1月27日  | ベレク               | トルクメニスタン | 4–0    | 4–0      | 親善試合                                |

## タイトル

### クラブ
FCディナモ・ブカレスト
- リーガ1 1999-2000
- クパ・ロムニエイ 1999-2000, 2000-01, 2011-12
- スーペルクパ・ロムニエイ 2012

スポルティングCP
- スーペル・リーガ 2001-02
- タッサ・デ・ポルトガル 2001-2002
- スーペルタッサ・カンディド・デ・オリベイラ 2002

### 個人
- リーガ1得点王 2000-01